# Iris Pérez
Iris Pérez est une artiste visuelle dominicaine née le 17 décembre 1967, connue pour la mise en scène d'êtres humains, d'écriture automatique et de sentiments dans ses tableaux et céramiques,. 

## Biographie
Iris Pérez a fait ses études d'arts à l'École nationale des beaux-arts de Saint-Domingue, en République dominicaine et à l'université autonome de Saint-Domingue (UASD) où elle a obtenu une licence avec mention cum laude en arts plastiques. Elle est professeure à l'École nationale des arts visuels (anciennement École des beaux-arts). Ses médiums artistiques de prédilection sont la céramique, la gravure, la peinture, le dessin et les performances.
Elle est cofondatrice du Laboratoire évolutif, centre culturel d'art contemporain qui est actif dans la Zone coloniale de Saint-Domingue entre 2009 et 2015.
En 2004, Iris Pérez a été sélectionnée par ARTIADE - Olympics of Art pour représenter la République dominicaine avec Jorge Pineda et Mario José Ángeles. En 2007, elle a été primée par deux résidences artistiques en France, la résidence Le Parc à Pamplonne et le Performing Arts Forum (PAF).
Iris Pérez est une artiste sensible aux problèmes sociaux tels que le harcèlement scolaire, la prédation sexuelle, le sexting ou la violence contre les femmes. Elle a été reconnue visiteuse distinguée lors du congrès AIP-UNESCO tenu à Tegucigalpa, Honduras. Elle a également reçu une médaille de distinction de la part de la FAO pour son installation performative Danza del Hambre. Elle a été invitée comme membre du jury aux prix Ford pour l'environnement et la conservation pour l'édition 2005. En 2016, l'artiste est invitée par l'UNESCO dans le cadre de l'exposition Le rôle des femmes dans le développement durable. 

## Expositions individuelles
- 2017 : « Caminos del ser », Galerie District & Co., Saint-Domingue, République dominicaine
- 2017 : « Anatomía del ser », Musée d'art moderne, Saint-Domingue, République dominicaine
- 2016 : « Le rôle des femmes dans le développement durable », UNESCO, Paris, mars
- 2015 : « Bullying, Grooming & Sexting », UNIVISION, Miami, États-Unis
- 2015 : « La Hija del Sol », Galerie Brininvest Showroom & Art Gallery, Madrid, Espagne
- 2015 : « Energía Vital », Ambassade de France en République dominicaine
- 2014 : « Miami Mix Art Basel », Winwood warehouse project, Miami, États-Unis
- 2012 : « Festival de Arte Latinoamericano Etnia » dédié à la République dominicaine, Bruxelles, Belgique
- 2011 : « De frente al sol », Fondation Futuro Posible Grupo Catador, Saint-Domingue, République dominicaine
- 2010 : « Previo a Beijing », Galerie Arawak, Saint-Domingue, République dominicaine
- 2009 : « Hija del sol / Flor de Paz », (performance - installation), Laboratoire évolutif d'art contemporain, Saint-Domingue, République dominicaine
- 2008 : « Atados al Corazón », Galerie principale de Altos de Chavón et y Galerie La Marina de Cap Cana, République dominicaine
- 2008 : « En mi isla estoy », Café culturel Volver et Festival international Montréal en arts, Montréal, Canada
- 2007 : « Œuvres récentes », Performing Arts Festival (PAF), Reims, France
- 2006 : « Hábitat humano », Galerie Arawak, Saint-Domingue, République dominicaine
- 2006 : « 8 de Marzo: Rakú Mujeres de Fuego », Musée des maisons royales, Saint-Domingue, République dominicaine
- 2006 : « Cuerpo extraño », Centre de la culture de Santiago, République dominicaine
- 2006 : « Después del fuego », Amicus Art Contemporain, Saint-Domingue, République dominicaine
- 2006 : « Obras en Papel y Carpetas de Amor », Centre culturel Cariforum, République dominicaine
- 2006 : « Rétrospective de dessins et peintures », Marisall Gallery, Zagreb, Croatie
- 2003 : « De la serie Estados Marginales », Boricua College, New York, États-Unis
- 2002 : « Estados Marginales », Casa de la Cultura Dominicana, New York, États-Unis
- 2000 : « Espacios Ocultos », Casa de Bastidas, Saint-Domingue, République dominicaine
- 2000 : « De la serie Espacios Ocultos », Cuba Collection Fine Art, Miami, Floride
- 1998 : « Zona de Alquiler », Palais des Beaux-Arts, Saint-Domingue, République dominicaine
- 1994 : « Homenaje a la Familia », siège de l'ONU en République dominicaine, Saint-Domingue
- 1993 : « Escenas de la vida », École nationale des beaux-arts, Saint-Domingue, République dominicaine[10],[11]

## Expositions collectives
- 2014 : « Global Village », exposition itinérante, Hollande, Allemagne et Danemark
- 2013 : « Artistas dominicanos en presente », Maison de l'Amérique Latine, Monaco
- 2012 : « V Beijing International Art Beijing », Musée d'art national de Chine, Beijing, Chine
- 2012 : « Global Village, Projekt 072 », Alkmaar, Pays-Bas et Kulturhuset Brønden, Copenhagen
- 2010 : « IV Beijing International Art Beijing », Musée d'art national de Chine, Beijing, Chine
- 2010 : « II Bienal de Arte Latinoamericano del Bronx », Bronx, New York, États-Unis[11]

## Performances artistiques
- 1998 : « Danza del Hambre », Musée d'art moderne et Collège dominicain d'artistes visuels, Saint-Domingue, République dominicaine
- 2006 : « Raku Mujeres de Fuego », Musée des Maisons royales, Saint-Domingue, République dominicaine
- 2009 : « Flor de Paz », Laboratoire évolutif d'art contemporain, Saint-Domingue, République dominicaine
- 2010 : « Flor de Paz », El Rocío, Huelva, Espagne
- 2012 : « Tiempos de Siembra », Musée d'Art Moderne, Saint-Domingue, République dominicaine
- 2013 : « Cartas a Duarte », Parc Duarte, Saint-Domingue, République dominicaine
- 2013 : « Ser o no ser », Salle Camilo-Carrau, Puerto Plata, République dominicaine
- 2013 : « Verde Miranda », Bibliothèque centrale de l'Université autonome de Saint-Domingue, République dominicaine
- 2014 : « Luz del Alma. Dedicado a Francina Hungría », Laboratoire Évolutif d'Art Contemporain, Saint-Domingue, République dominicaine
- 2014 : « Energía Humana: Fuente de Paz », avec la collaboration de Chiqui Vicioso, Centre Culturel des Télécommunications, Saint-Domingue, République dominicaine
- 2014 : « 9 Archivos Biográficos; Independence Do », Musée d'Art Moderne, Saint-Domingue, République dominicaine
- 2014 : « Luz del Alma », Miami Performance Festival, Miami, États-Unis
- 2015 : « Ser o no ser » Centre Culturel d'Espagne, Saint-Domingue, République dominicaine[11]